# Шенфельд (Дагестан)
Шенфельд (Шемпфельд) — бывший немецкий хутор в Бабаюртовском районе Дагестана Россия. Входил в Тамазатюбинский сельсовет.

## Географическое положение
Располагался в 10 км северо-западнее села Тамазатюбе Старое, на канале Азаматтатаул. На топографических картах обозначен, как урочище Немецкое или Шемпфельд.

## История
Хутор основан немцами переселенцев в 1900-х году. Занимались выращиванием пшеницы и сои, а также коневодством.
7 августа 1915 года колония Шенфельд переименована в хутор Ново-Крестовский.
Разорен в период гражданской войны, большая часть населения бежала. Окончательно покинут предположительно в начале 30-х годов XX века.

## Население
На хуторе проживали немцы, исповедовавшие лютеранство.
| Год     | 1914 | 1926 |
| ------- | ---- | ---- |
| человек | 163  | 20   |